# 姚洋
姚洋（1964年—），男，中国经济学家，北京大学教授、教育部长江学者特聘教授。本科畢業於北京大学地理系，博士毕业于威斯康星大学农业与应用经济学系，曾任北京大学国家发展研究院院长，2024年卸任。